# Neoclavicoccus
Neoclavicoccus är ett släkte av insekter. Neoclavicoccus ingår i familjen ullsköldlöss.
Kladogram enligt Catalogue of Life:
| Neoclavicoccus | \| \| Neoclavicoccus bugnicourti \| \| \| \| \| \| Neoclavicoccus ferrisi \| \| \| \| |
|                | \| \| Neoclavicoccus bugnicourti \| \| \| \| \| \| Neoclavicoccus ferrisi \| \| \| \| |
|                | Neoclavicoccus bugnicourti                                                            |
|                |                                                                                       |
|                | Neoclavicoccus ferrisi                                                                |
|                |                                                                                       |